# Verea (Ourense)
Verea ist eine spanische Gemeinde (Concello) mit 955 Einwohnern (Stand: 2024) in der Provinz Ourense der Autonomen Gemeinschaft Galicien.

## Geografie
Verea liegt an der Grenze zu Portugal und ca. 29 Kilometer südsüdwestlich der Provinzhauptstadt Ourense am Río Miño in einer durchschnittlichen Höhe von ca. 735 m.

## Bevölkerungsentwicklung der Gemeinde
Quelle: INE-Archiv – grafische Aufarbeitung für Wikipedia

## Gemeindegliederung
Die Gemeinde Verea ist in elf Parroquias gegliedert:
| Parroquias          | Patrozinium  | Einwohner 2024 | Fläche km² | Dichte Einw./km² | Höhe msnm | Ortskennzahl |
| ------------------- | ------------ | -------------- | ---------- | ---------------- | --------- | ------------ |
| Albos               | San Mamede   | 31             | 3,90       | 8                | 661       | 32084010000  |
| Bangueses           | San Miguel   | 120            | 25,88      | 5                | 818       | 32084020000  |
| Cexo                | Santo Adrao  | 102            | 11,35      | 9                | 849       | 32084030000  |
| Domés               | San Martiño  | 66             | 2,37       | 28               | 629       | 32084050000  |
| Gontán              | Santo André  | 31             | 2,83       | 11               | 710       | 32084060000  |
| Ourille             | San Pedro    | 132            | 8,21       | 16               | 729       | 32084070000  |
| Pitelos             | Santa María  | 34             | 4,07       | 8                | 816       | 32084080000  |
| Portela             | Santa Baia   | 60             | 8,13       | 7                | 860       | 32084090000  |
| Sanguñedo           | San Salvador | 98             | 9,01       | 11               | 768       | 32084100000  |
| Santa María de Cexo | Santa María  | 60             | 7,55       | 8                | 849       | 32084040000  |
| Verea               | Santiago     | 230            | 10,86      | 21               | 732       | 32084110000  |

## Wirtschaft
| Ackerbau, Viehzucht und Fischerei                                                  | 028 | 010,11 |
| Industrie                                                                          | 038 | 013,72 |
| Bauwirtschaft                                                                      | 029 | 010,47 |
| Dienstleistungsbetriebe                                                            | 182 | 065,70 |
| Total                                                                              | 277 | 100,00 |
| * Daten aus dem Statistischen Amt für Wirtschaftliche Entwicklung in Galicien, IGE |     |        |

## Sehenswürdigkeiten

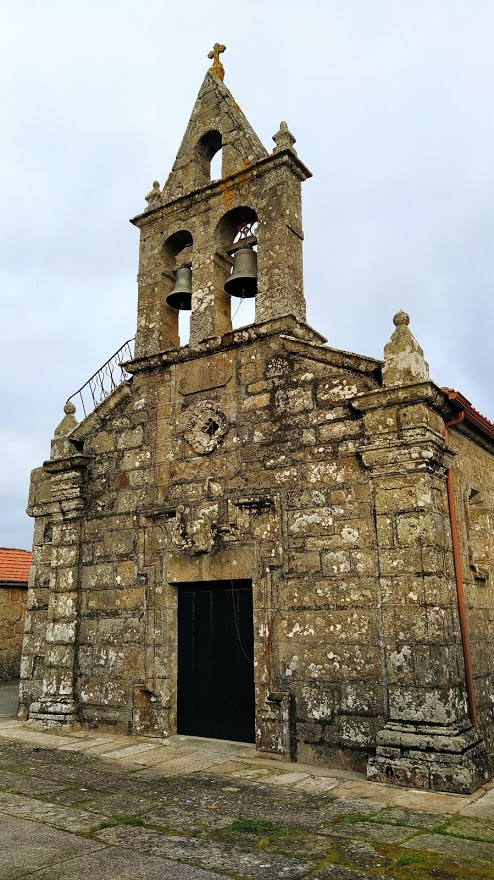
Marienkirche in Cexo
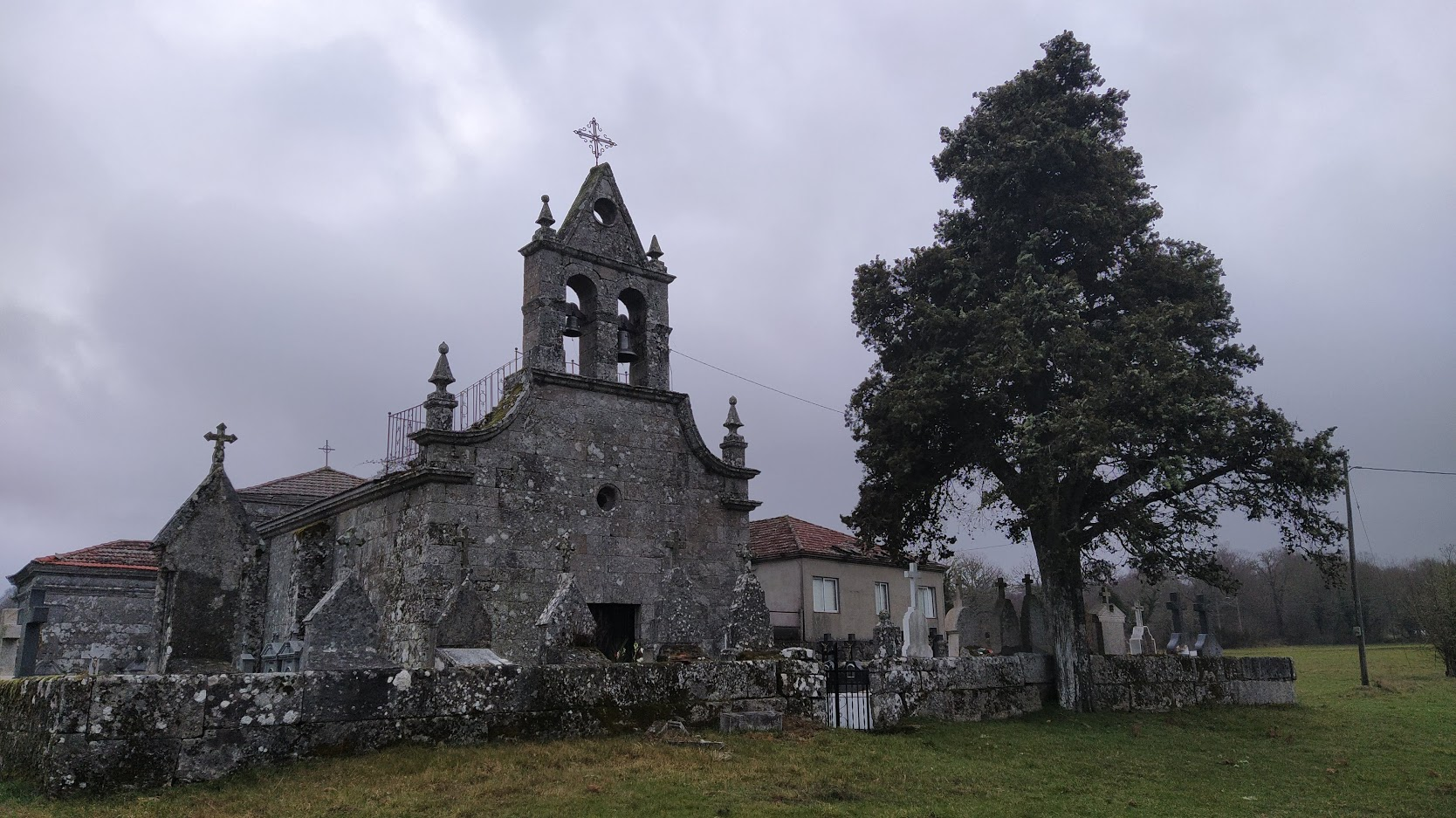
Salvatorkirche
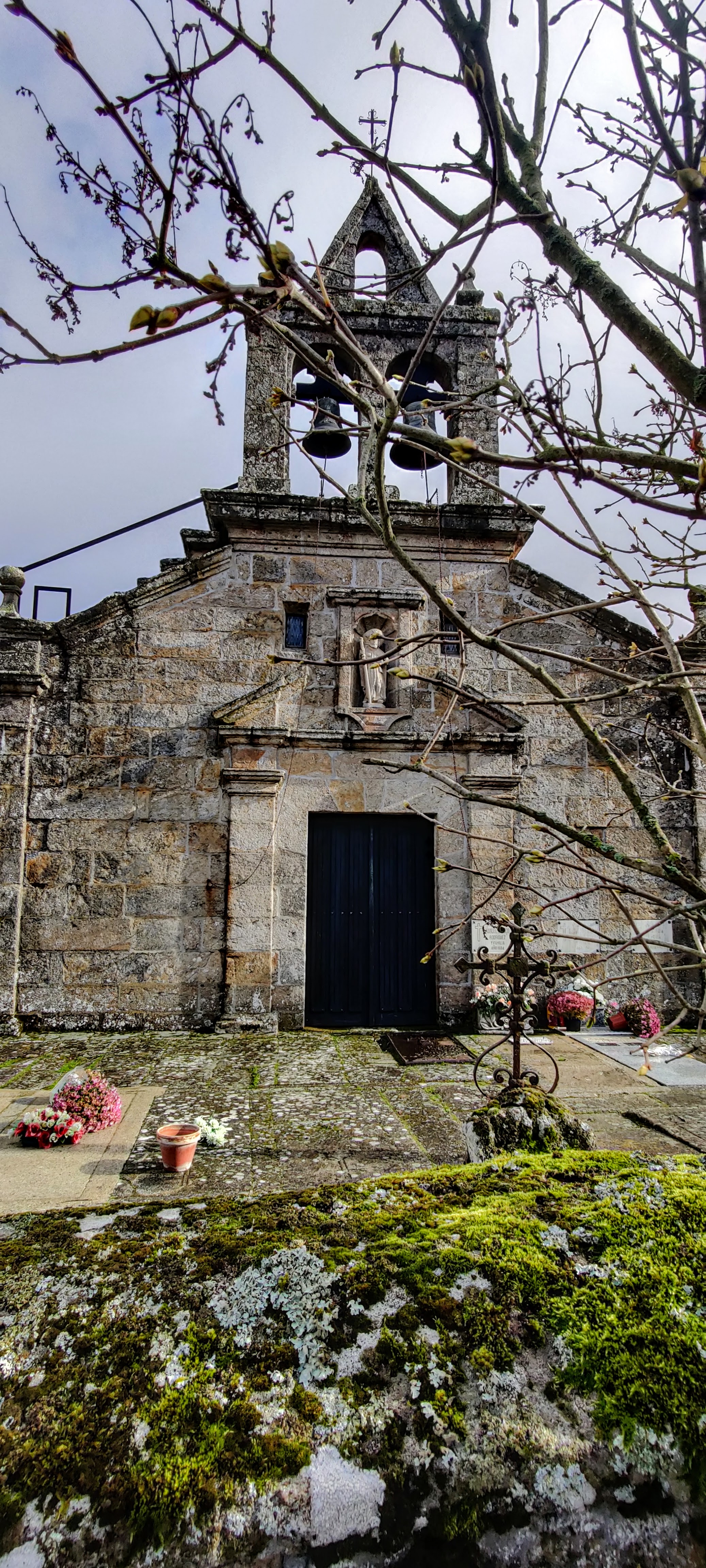
Jakobuskirche

- Salvatorkirche in Sanguñedo
- Peterskirche in Orille
- Jakobuskirche in Verea

- Marienkirche in Cexo
- Salvatorkirche
- Jakobuskirche